# Milva Castellini
Milva Verónica Castellini (Santa Fe, Argentina; 28 de noviembre de 1976) es una periodista argentina de radio y televisión. Es reconocida por su labor como conductora en Telefe Noticias.

## Biografía
Milva Castellini nació en 1976 en la ciudad de Santa Fe, capital de la provincia homónima. En un principio, decidió cursar estudios de medicina con orientación en pediatría, carrera que tiempo después abandonaría para comenzar estudios en comunicación social en la Universidad Nacional de Entre Ríos. Tuvo sus inicios profesionales en radios de su ciudad natal donde residió hasta febrero de 1999 cuando recibió una propuesta de Telefe para radicarse en Buenos Aires. En el año 2005, ingresó a la conducción de la primera edición de Telefe Noticias junto a Omar Fajardo y Jorge Jacobson, después de la salida de Paula Trapani. En 2013 pasaría a conducir el noticiero de la mañana del canal, Baires Directo, con Adrián Puente hasta 2017 que volvería a la conducción de El noticiero de la gente.

## Vida personal
Está casada con el director de cámaras de Telefe, Sebastián Lugones. A los 30 años se le diagnosticó endometriosis en vejiga, lo cual le causó problemas para quedar embarazada y por este motivo tuvo que realizar cinco tratamientos de reproducción asistida, los cuales no dieron resultados; en el año 2012, después del sexto intento, Milva quedó embarazada de Martiniano. Asimismo se ha convertido en una de las principales voces a favor de la fertilización asistida.